# Berndt Lindfors
Berndt Lindfors   (Hèlsinki, 21 d'octubre de 1932 - 19 de febrer de 2009) va ser un gimnasta artístic finlandès que va competir durant les dècades de 1940 i 1950.
El 1952 va prendre part en els Jocs Olímpics d'Estiu de Hèlsinki, on disputà vuit proves del programa de gimnàstica. Guanyà la medalla de bronze en el concurs complet per equips. En la resta de proves destaca una setena posició en l'anelles. Quatre anys més tard, als Jocs de Melbourne, tornà a disputar vuit proves del programa de gimnàstica. Revalidà la medalla de bronze en el concurs complet per equips, mentre en la resta de proves destaca la sisena posició en les barres paral·leles.
A nivell nacional guanyà set campionats finlandesos en diverses modalitats.